# Anton Johan Wrangel il giovane
Anton Johan Wrangel (den yngre) (Stoccolma, 3 gennaio 1724 – Karlskrona, 23 aprile 1799) è stato un ammiraglio svedese.
Conte di Sauss, fu Primo Ammiraglio di Svezia (1776-1799), Signore del Regno (En af rikets herrar), e presidente della Corte dell'Ammiragliato.

## Biografia
Nato a Stoccolma il 3 gennaio 1724, figlio dell'ammiraglio Anton Johan Wrangel (den äldre) e di Katarina Sofia Kruuse. Entrato nella Reale Marina svedese come ufficiale presso la sede dell'Ammiragliato, nel 1742 fu promosso al grado di Löjtnant nel 1742, diventando Kaptenlöjtnant nel 1748, Kapten nel 1749, e Kommendörkapten nel 1754. Ricoprì l'incarico di rappresentante della Marina presso il Parlamento svedese tra il 1765 e il 1766, promosso aiutante generale nel 1765 l'anno successivo assunse la direzione del corpo dei cadetti. La sua carriera militare procedette senza intoppi, Kommendör nel 1767, Schoutbynacht nel 1769, fu promosso Viceamiral in quello stesso anno.
Nel 1772 venne nominato comandante della base navale di Karlskrona, la più importante del paese, e nel 1773 venne elevato al rango di Amiral. Nel 1776 assunse l'incarico di Primo Ammiraglio e capo dell'Ammiragliato con sede a Karlskrona. Come compenso per questo nel 1780 Henrik af Trolle venne nominato Generalamiral mantenendodo fino alla sua morte avvenuta nel 1784. Durante la Battaglia di Suursaari (17 luglio 1788) la flotta svedese era al comando formale di Otto Henrik Nordenskiöld, ma quello reale era esercitato dal Duca Carlo di Södermanland coadiuvato operativamente da lui.
Tra il 1790 e il 1792 fu nuovamente comandante della base navale di Karlskrona, nel 1794 divenne Presidente della Commissione per il diritto marittimo, e nel 1797 di quella per le questioni militari relative alla flotta. 
Sposato dal 1759 con la contessa Charlotta Regina Sparre, si spense a Karlskrona il 23 aprile 1799.